# Vlag van Maasmechelen
De vlag van Maasmechelen werd door de gemeenteraad op 14 februari 1989 officieel vastgesteld als de gemeentelijke vlag van de Belgisch Limburgse gemeente Maasmechelen. Op 9 mei 1989 werd hij door het Bestuur van Vlaanderen bevestigd en uiteindelijk gepubliceerd op 8 november 1989 in het officiële Belgisch Staatsblad.
Officieel wordt de vlag beschreven als:
Gedeeld 1. doorsneden a. geel met een rode krul van een bisschopsstaf b. rood met een witte vijfpuntige ster 2. geel met een zwarte halve keizerlijke adelaar.
De vlag is volledig gebaseerd op het gemeentewapen en ziet er dus helemaal hetzelfde uit.

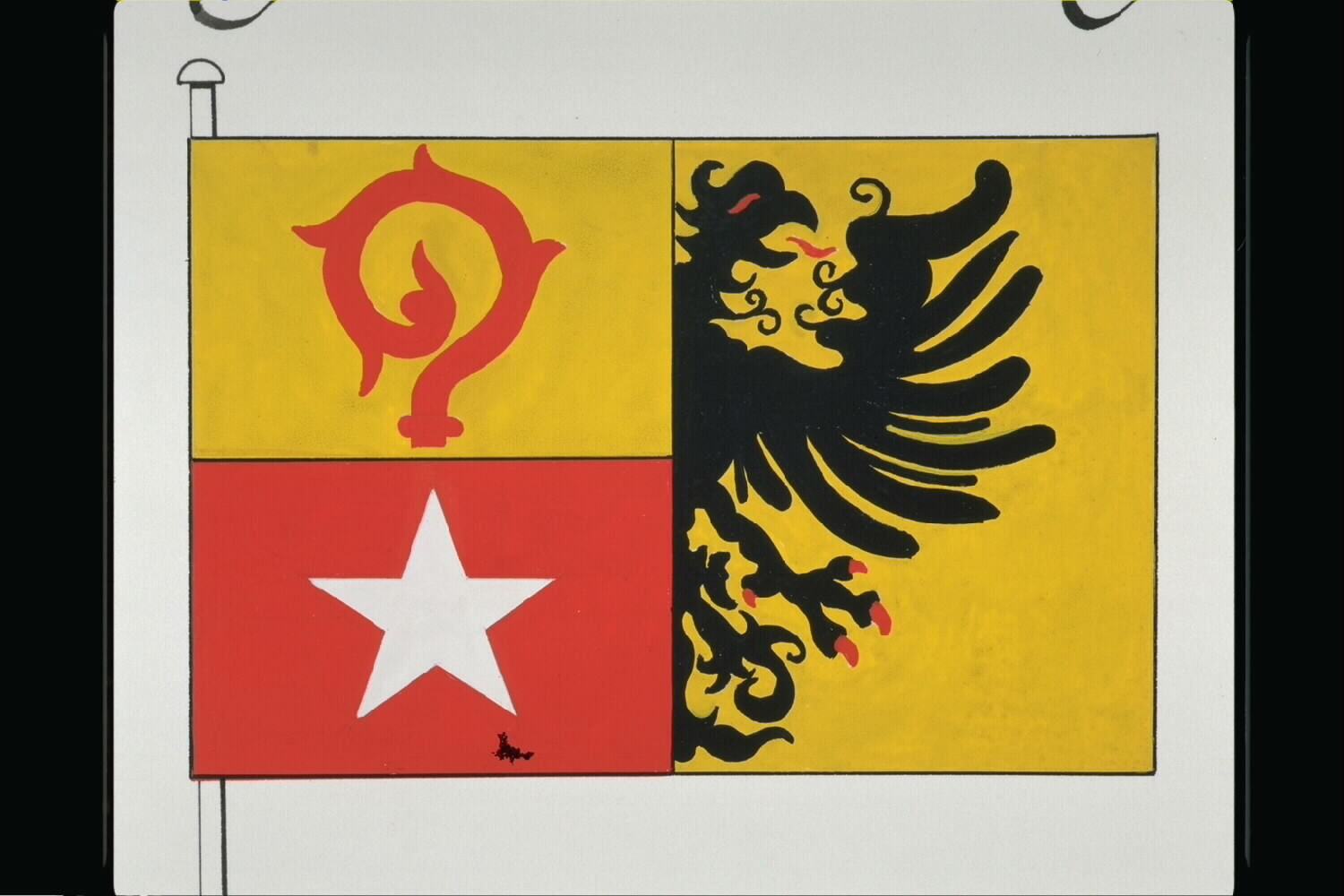
Officiële tekening van de vlag